# Ларедо
Ларедо, Ларейдо (англ. Laredo) — місто (англ. city), адміністративний центр округу Вебб, штат Техас, США. Розташоване на північному, лівому березі річки Ріо-Гранде на кордоні з Мексикою. На протилежному боці річки лежить мексиканське місто Нуево-Ларедо («Нове Ларедо») штату Тамауліпас, яке було засноване після відділення Техасу від Мексики й яке вдвічі більше за «старе» Ларедо. Населення — 236 091 особа (2010; 10-те в Техасі), агломерації — 241,438 тисяч осіб (2009 рік). Ларедо разом з протилежним через річку мексиканським містом Нуево-Ларедо складає конурбацію з населенням 775 481 тисяч осіб (2010 рік).
Ларедо засноване 1755 року. 1840 місто було столицею Республіки Ріо-Гранде.

## Географія
Ларедо розташоване за координатами 27°32′52″ пн. ш. 99°29′13″ зх. д. / 27.54778° пн. ш. 99.48694° зх. д. (27.547681, -99.486931).  За даними Бюро перепису населення США в 2010 році місто мало площу 234,03 км², з яких 230,27 км² — суходіл та 3,75 км² — водойми. В 2017 році площа становила 273,36 км², з яких 269,55 км² — суходіл та 3,81 км² — водойми.

### Клімат
Клімат напівпосушливий влітку й м'який взимку. Середньодобова температура січня +13 °C, липня — +31 °C. Щорічні опади 547 мм з піком на травень-червень й серпень-жовтень місяці.
| Клімат : Ларедо         | Клімат : Ларедо | Клімат : Ларедо | Клімат : Ларедо | Клімат : Ларедо | Клімат : Ларедо | Клімат : Ларедо | Клімат : Ларедо | Клімат : Ларедо | Клімат : Ларедо | Клімат : Ларедо | Клімат : Ларедо | Клімат : Ларедо | Клімат : Ларедо |
| Показник                | Січ.            | Лют.            | Бер.            | Квіт.           | Трав.           | Черв.           | Лип.            | Серп.           | Вер.            | Жовт.           | Лист.           | Груд.           | Рік             |
| Абсолютний максимум, °C | 36,7            | 39,4            | 40,6            | 43,9            | 46,1            | 46,1            | 45,0            | 43,9            | 43,3            | 41,7            | 38,3            | 35,0            | 46,1            |
| Середній максимум, °C   | 19,4            | 22,2            | 26,6            | 30,9            | 34,2            | 36,7            | 37,4            | 37,8            | 34,1            | 30,2            | 24,6            | 19,8            | 29,5            |
| Середній мінімум, °C    | 7,8             | 10,2            | 13,8            | 17,9            | 21,9            | 24,4            | 24,8            | 25,0            | 22,6            | 18,4            | 12,9            | 8,2             | 17,3            |
| Абсолютний мінімум, °C  | −9,4            | −8,9            | −3,9            | 0,0             | 2,8             | 13,3            | 16,7            | 15,6            | 7,2             | −2,2            | −6,1            | −11,7           | −11,7           |
| Норма опадів, мм        | 23              | 24              | 28              | 36              | 63              | 57              | 51              | 48              | 74              | 56              | 30              | 22              | 512             |
| Днів з опадами          | 5,9             | 5,3             | 4,4             | 4,2             | 5,3             | 5,1             | 4,8             | 5,1             | 6,7             | 4,4             | 4,3             | 5,6             | 61,1            |
| ----------------------- | --------------- | --------------- | --------------- | --------------- | --------------- | --------------- | --------------- | --------------- | --------------- | --------------- | --------------- | --------------- | --------------- |
| Джерело: NOAA           |                 |                 |                 |                 |                 |                 |                 |                 |                 |                 |                 |                 |                 |

## Демографія
Згідно з переписом 2010 року, у місті мешкала 236 091 особа в 63 545 домогосподарствах у складі 53 277 родин. Густота населення становила 1009 осіб/км².  Було 68610 помешкань (293/км²).
Расовий склад населення:
| - 87,7 % — білих - 0,6 % — азіатів - 0,5 % — чорних або афроамериканців - 0,4 % — корінних американців - 9,3 % — осіб інших рас |

До двох чи більше рас належало 1,5 %. Частка іспаномовних становила 95,6 % від усіх жителів.
За віковим діапазоном населення розподілялося таким чином: 35,0 % — особи молодші 18 років, 57,1 % — особи у віці 18—64 років, 7,9 % — особи у віці 65 років та старші. Медіана віку мешканця становила 27,9 року. На 100 осіб жіночої статі в місті припадало 93,8 чоловіків;  на 100 жінок у віці від 18 років та старших — 88,9 чоловіків також старших 18 років.
Середній дохід на одне домашнє господарство  становив 54 201 долар США (медіана — 39 711), а середній дохід на одну сім'ю — 57 743 долари (медіана — 42 913). Медіана доходів становила 34 776 доларів для чоловіків та 26 055 доларів для жінок. За межею бідності перебувало 30,8 % осіб, у тому числі 41,4 % дітей у віці до 18 років та 24,8 % осіб у віці 65 років та старших.
Цивільне працевлаштоване населення становило 94 737 осіб. Основні галузі зайнятості: освіта, охорона здоров'я та соціальна допомога — 25,7 %, транспорт — 13,9 %, роздрібна торгівля — 13,5 %.

## Економіка
Господарство міста тісно по'язане з торгівлею США з Мексикою. Більшість транспортних підприємств США мають свої відділення в Ларедо. Через річку перекинуто декілька автомобільних й один залізничний міст. З мексиканського міста Нуево-Ларедо починається Панамериканське шосе. Місто є найбільшим не морським портом ЗДА.

## Транспорт
У місті діє Міжнародний аеропорт Ларедо, а в Нуево-Ларедо — Міжнародний аеропорт Кетсалкоатль.

## Освіта
У місті Техаський АМ міжнародний університет й Громадський коледж Ларедо.

## Галерея
Фестиваль Святкування дня народження Вашингтона триває цілий лютий.

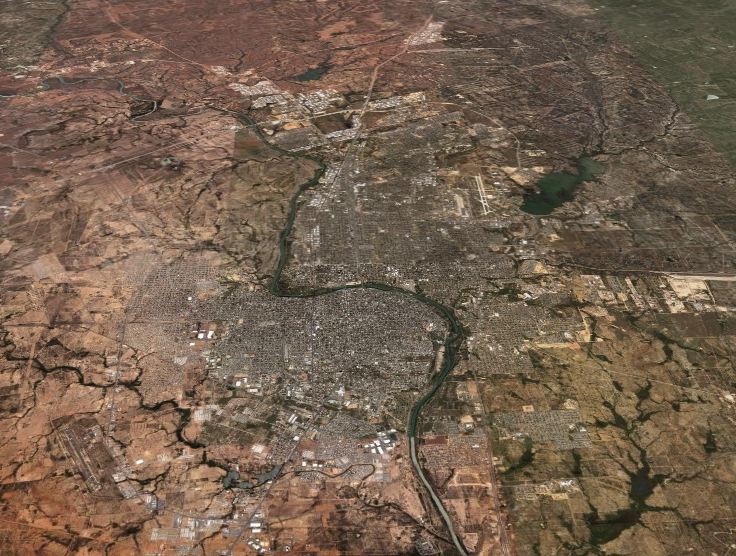
Знімок з космосу: північна частина відділена річкою Ріо-Гранде — місто Ларедо; південна частина — Нуево-Ларедо, Мексика
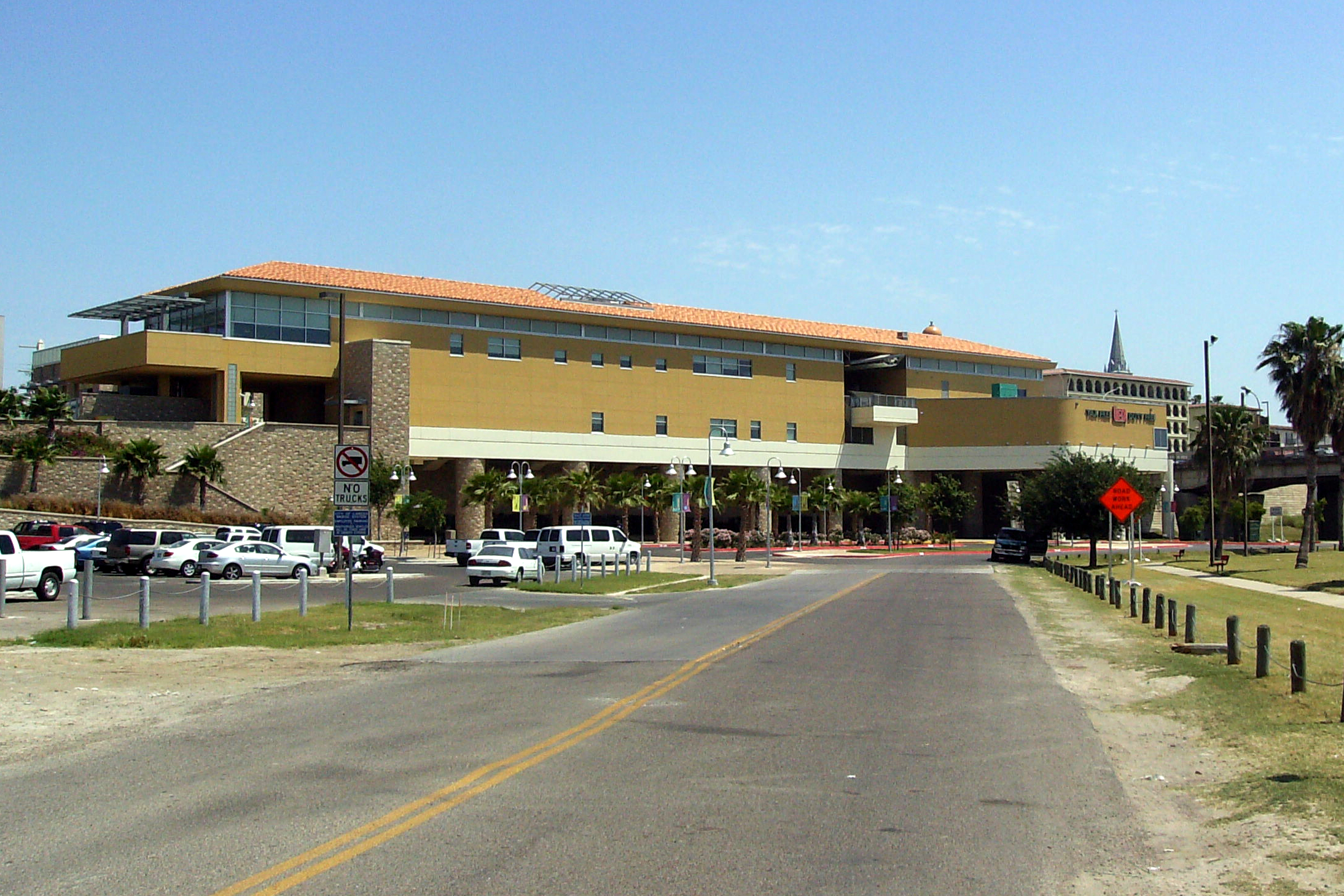
Безмитна торгова зона
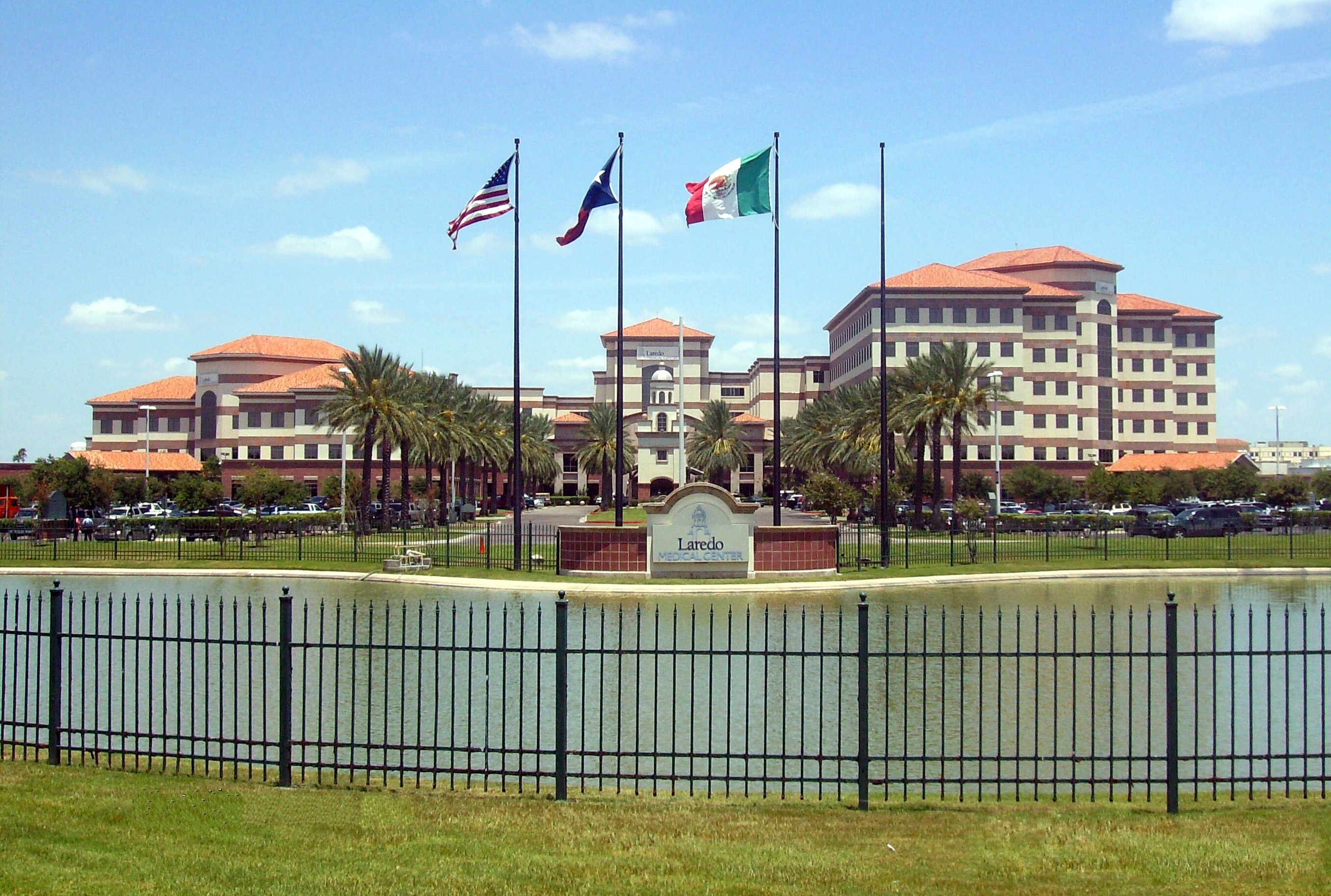
Медичний центр Ларедо
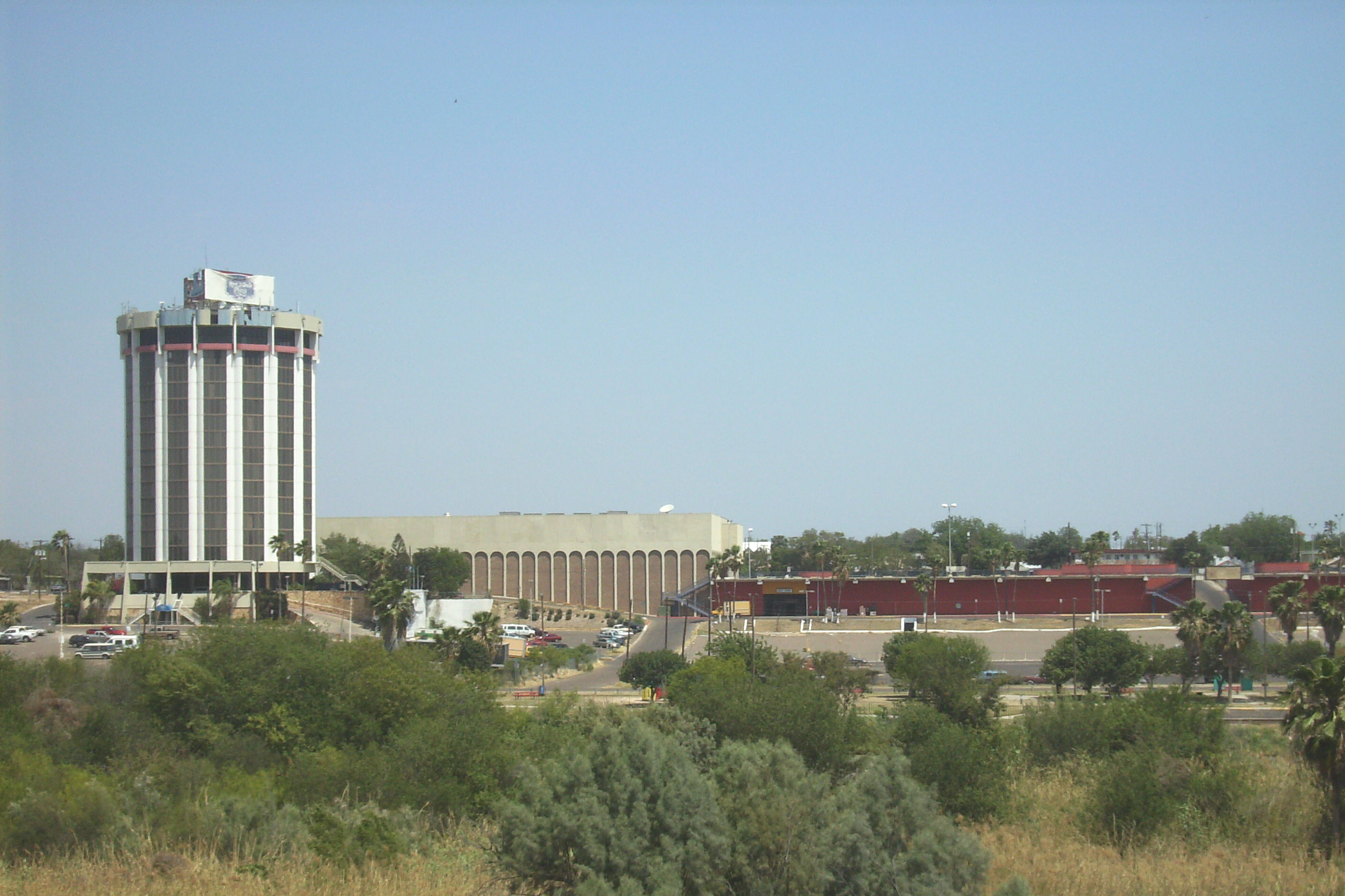
Торгові ряди Ель-Порта, знимок з боку Нуево-Ларедо
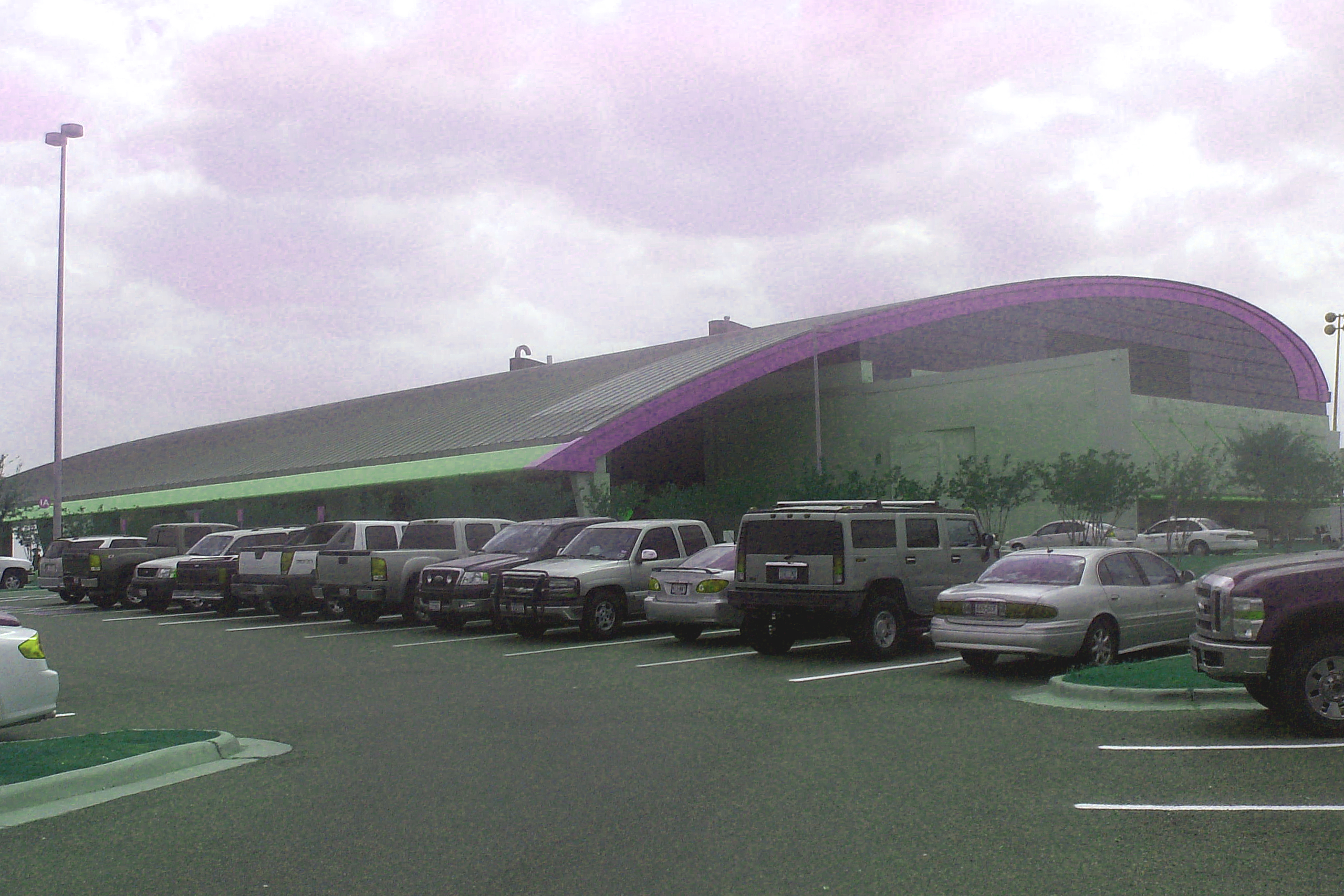
Аеропорт Ларедо
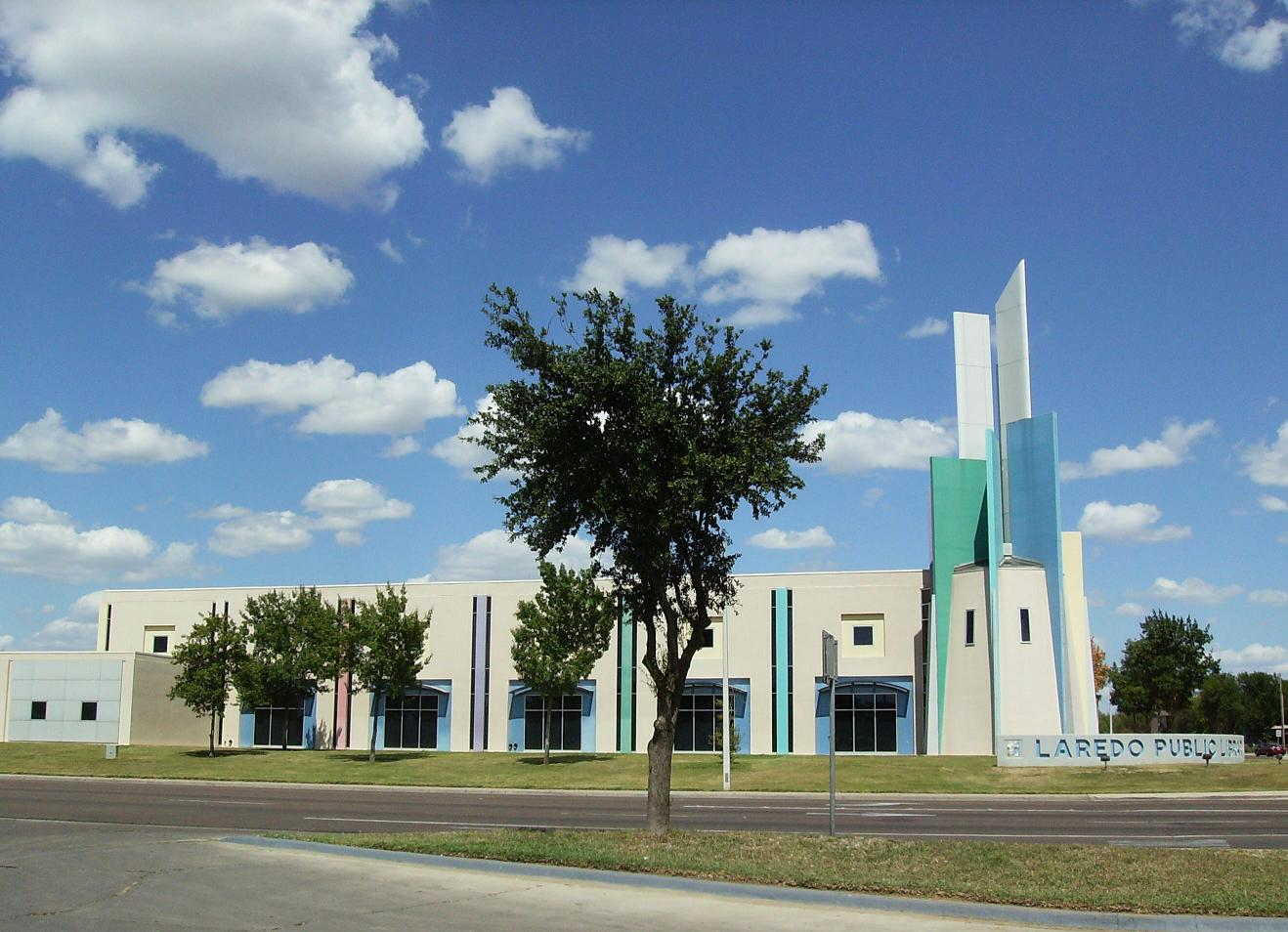
Суспільна бібліотека Ларедо
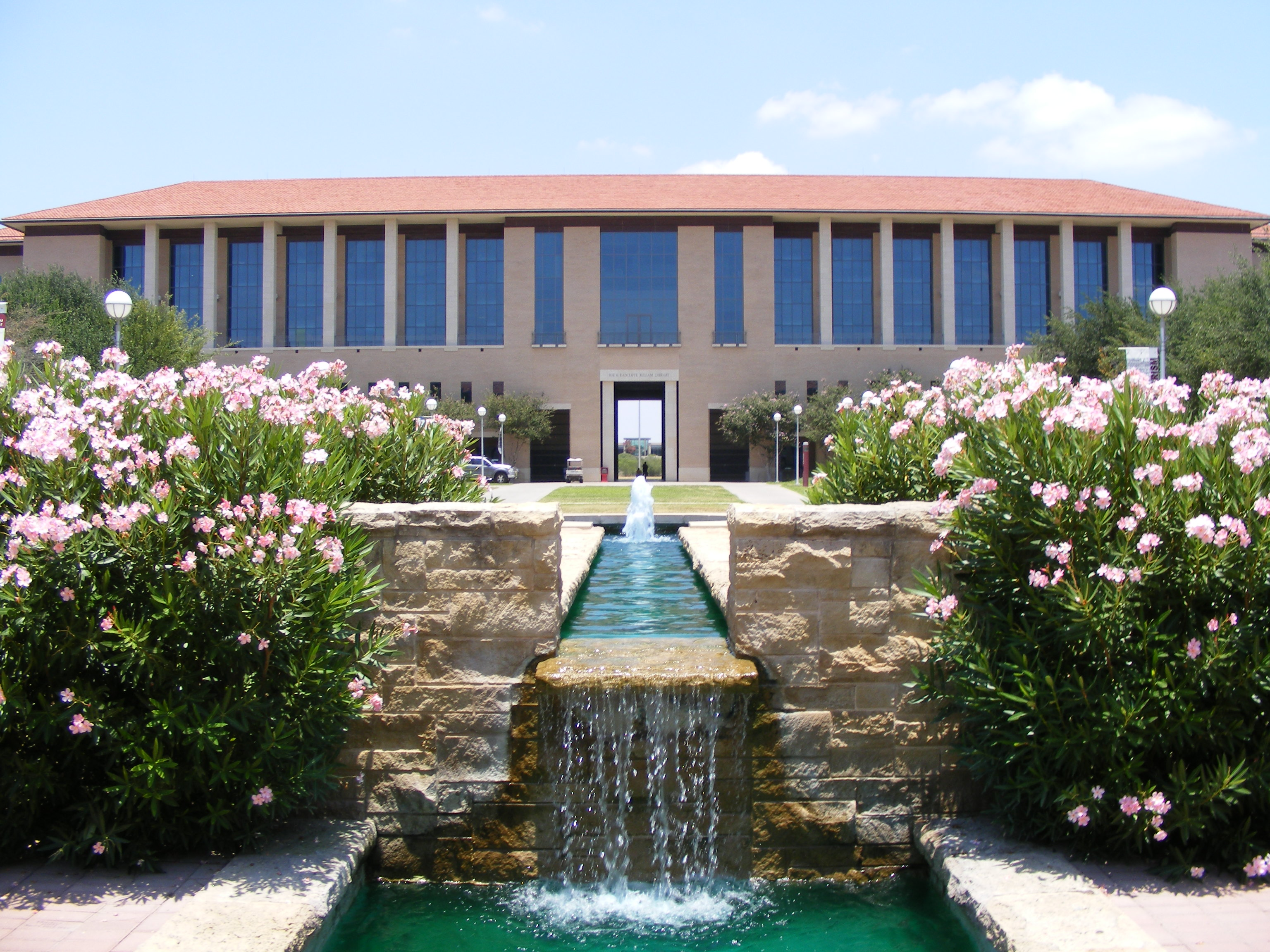
Фонтан у Техаського університету
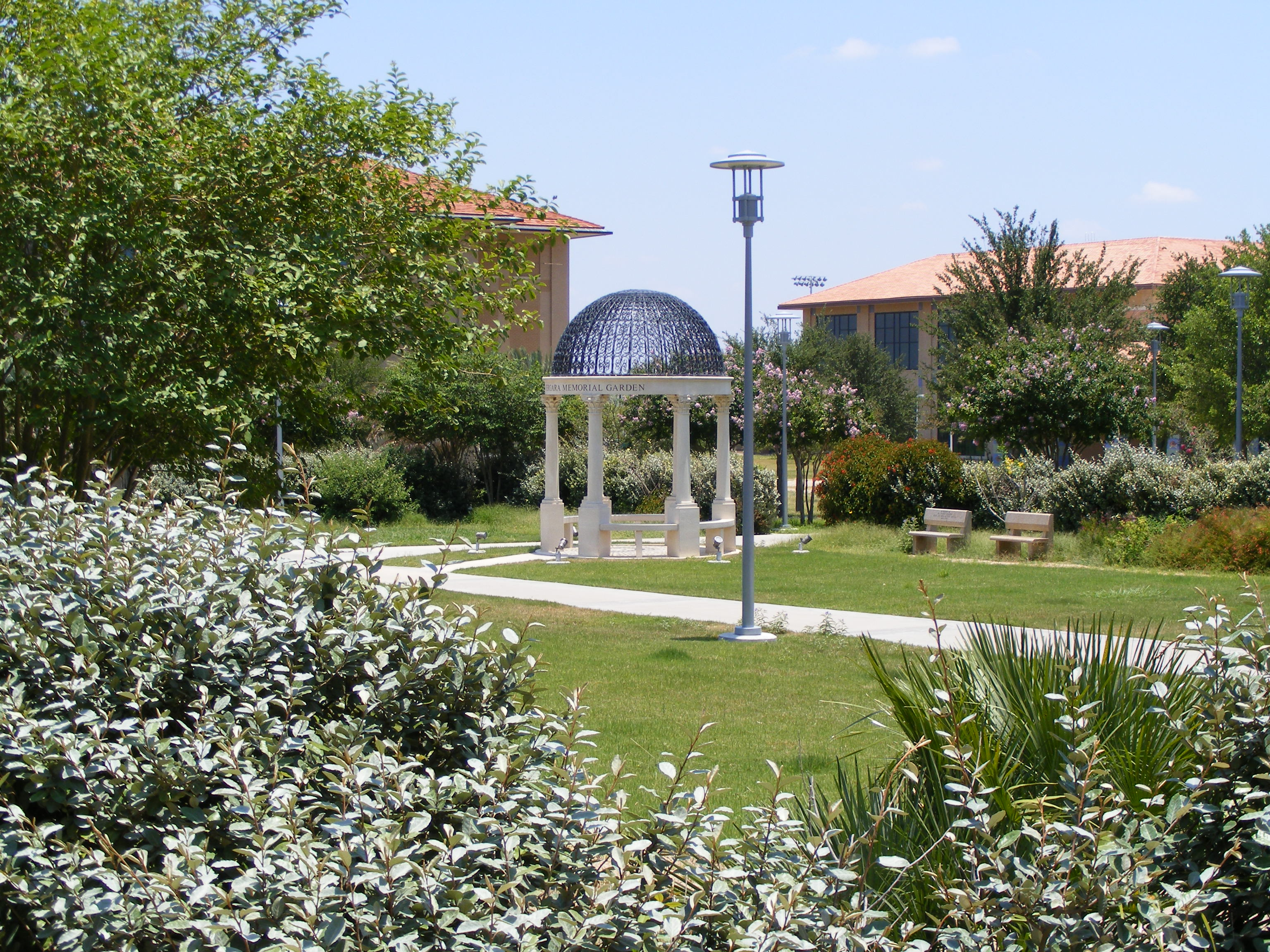
Садочок Техаського університету
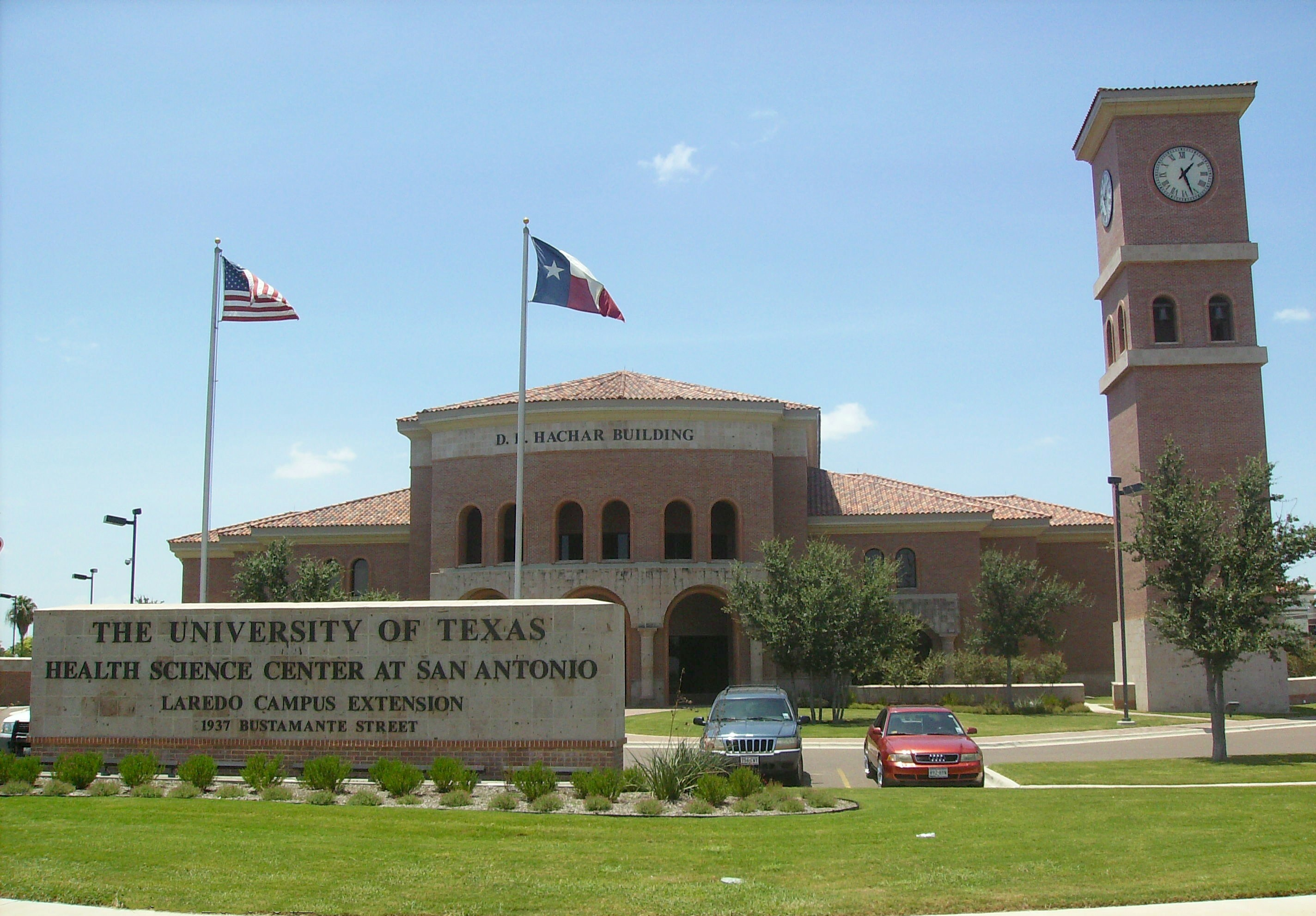
Медичний інститут у Техаському університеті
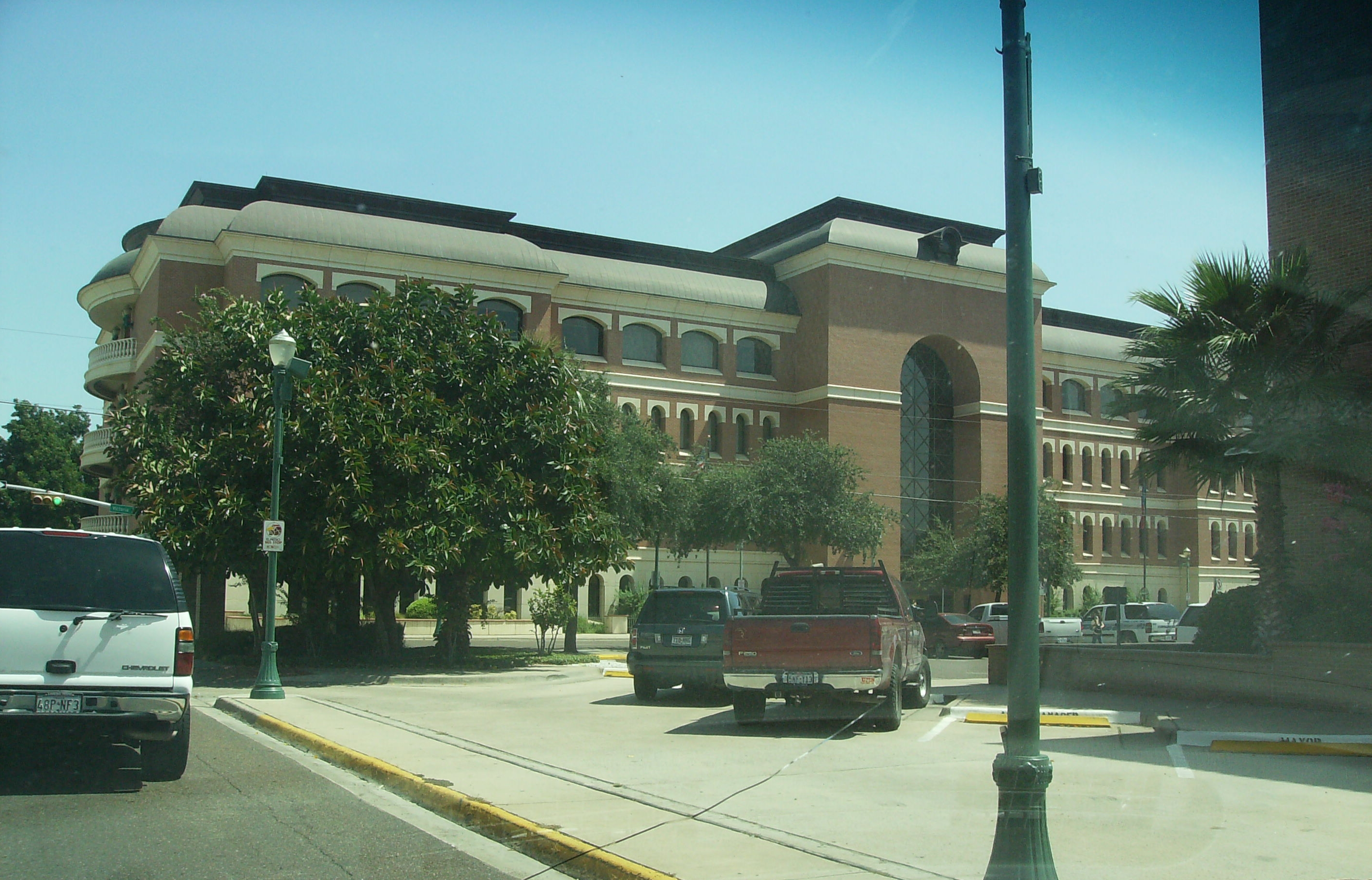
Офіційний будинок округу Вебб
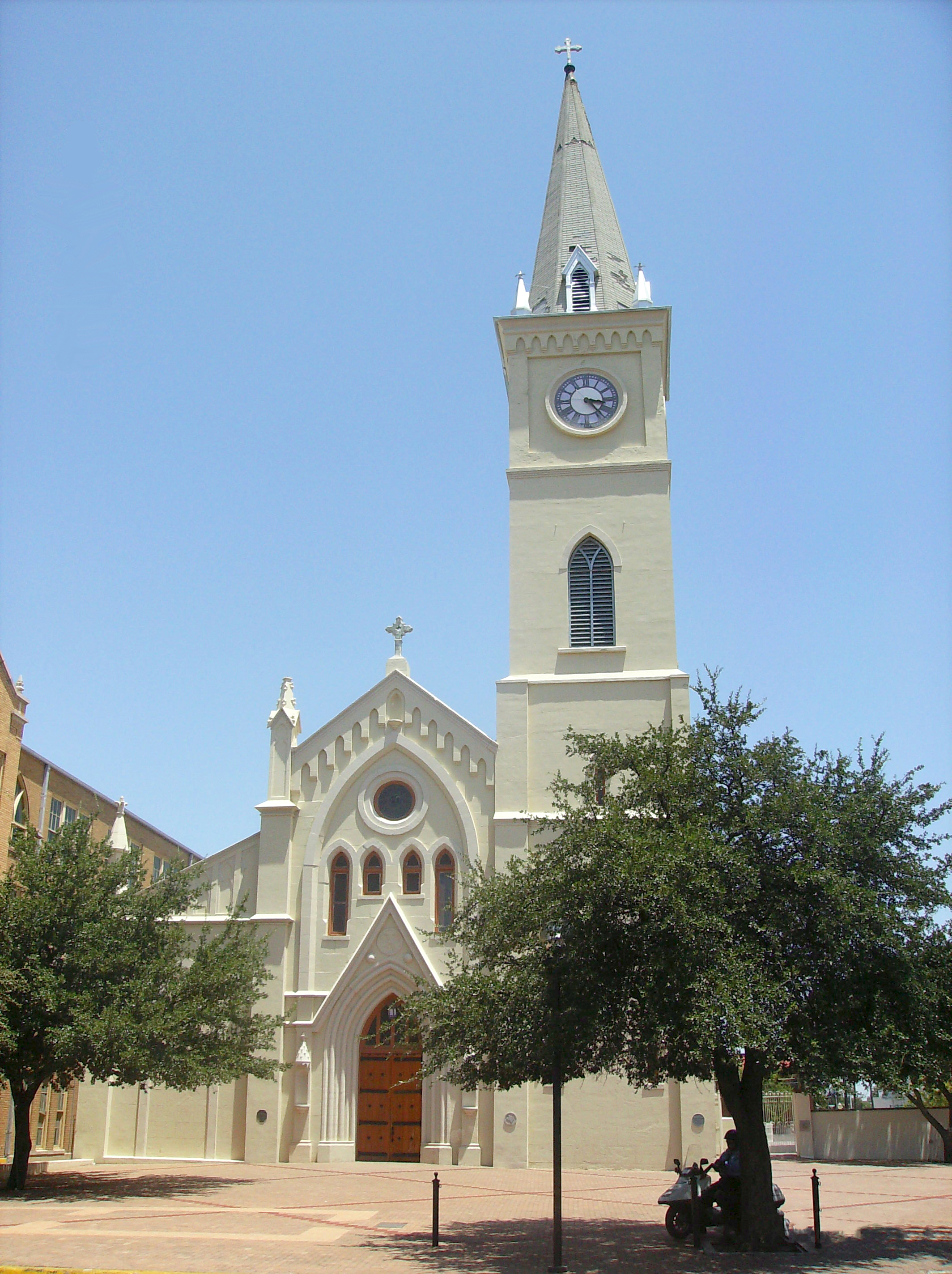
Римо-католицький катедральний собор Сан-Агустин
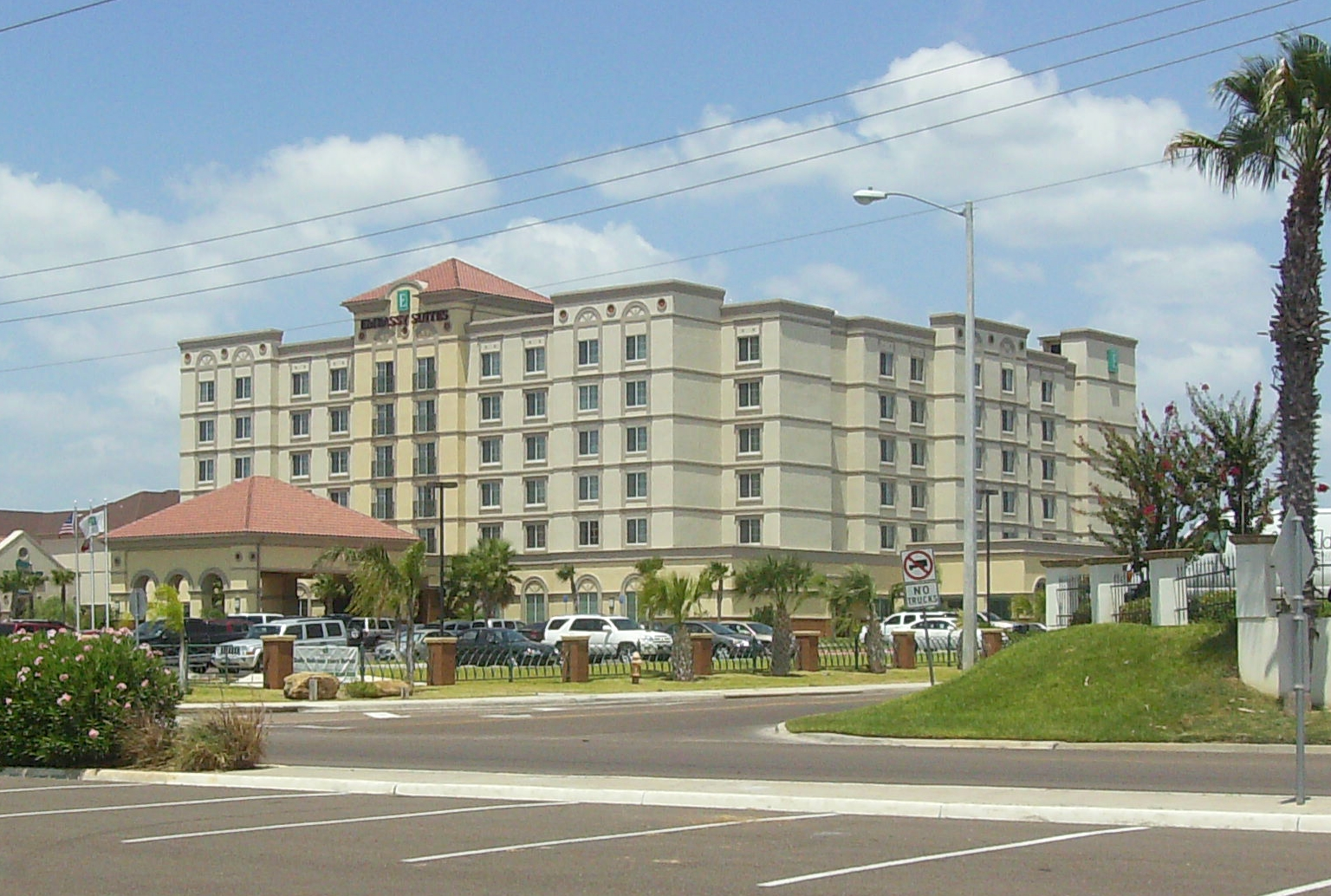
Готель «Ембассі С'ютс»